# NGC 1305
NGC 1305 est une galaxie lenticulaire située dans la constellation de l'Éridan. NGC 1305 a été découverte par l'astronome prussien Heinrich d'Arrest en 1864.

## Caractéristiques
Sa vitesse par rapport au fond diffus cosmologique est de  6 094 ± 65 km/s, ce qui correspond à une distance de Hubble de 89,9 ± 6,4 Mpc (∼293 millions d'al).